# Le Donjon
 Le Donjon  es una población y comuna francesa, situada en la región de Auvernia, departamento de Allier, en el distrito de Vichy y cantón de Le Donjon.

## Demografía
| 1522 | 1512 | 1447 | 1366 | 1258 | 1168 |
| Para los censos de 1962 a 1999 la población legal corresponde a la población sin duplicidades (Fuente: INSEE [Consultar]) |      |      |      |      |      |